# Радини
Радини (итал. Radini) насељено је место у Истарској жупанији, Република Хрватска. Административно је у саставу општине Бртонигла.

## Географија
До територијалне реорганизације у Хрватској налазило се у саставу старе општине Бује.

## Историја
У насељу постоји црква Госпе Лурдске саграђена и освећена у јулу 1929. У невеликој цркви доминира изненађујући велики олтар. То је реплика чувене пећине у Лурду, Француска. Звоник је завршен 1936. Висок је 12 метара и има звона на електрични погон.

## Становништво
Према попису становништва из 2011. године у насељу Радини било је 112 становника који су живели у 39 породичних домаћинстава.
Кретање броја становника по пописима 1857—2001.
| година пописа   | 1857. | 1869. | 1880. | 1890. | 1900. | 1910. | 1921. | 1931. | 1948. | 1953. | 1961. | 1971. | 1981. | 1991. | 2001. | 2011. |
| Број становника | 0     | 0     | 107   | 127   | 126   | 152   | 0     | 0     | 212   | 153   | 151   | 120   | 95    | 102   | 111   | 112   |

Напомена: У 1857., 1869., 1921. i 1931.  подаци су садржани у насељу Бртонигла. Од 1880. до 1910. исказивано као део насеља.